# مسجد امام حسین (نائین)
مسجد امام حسین مربوط به اوایل دوره اسلامی است و در شهرستان نائین، بخش انارک، دهستان چوپانان، روستای نیستانک، محله بالاده واقع شده و این اثر در تاریخ ۸ بهمن ۱۳۸۵ با شمارهٔ ثبت ۱۷۰۳۳ به عنوان یکی از آثار ملی ایران به ثبت رسیده است.